# Stanisław Janicki (1798–1855)
Stanisław Janicki (ur. 4 maja 1798 w Warszawie, zm. 8 maja 1855 tamże) – polski matematyk, pedagog oraz pisarz.

## Życiorys

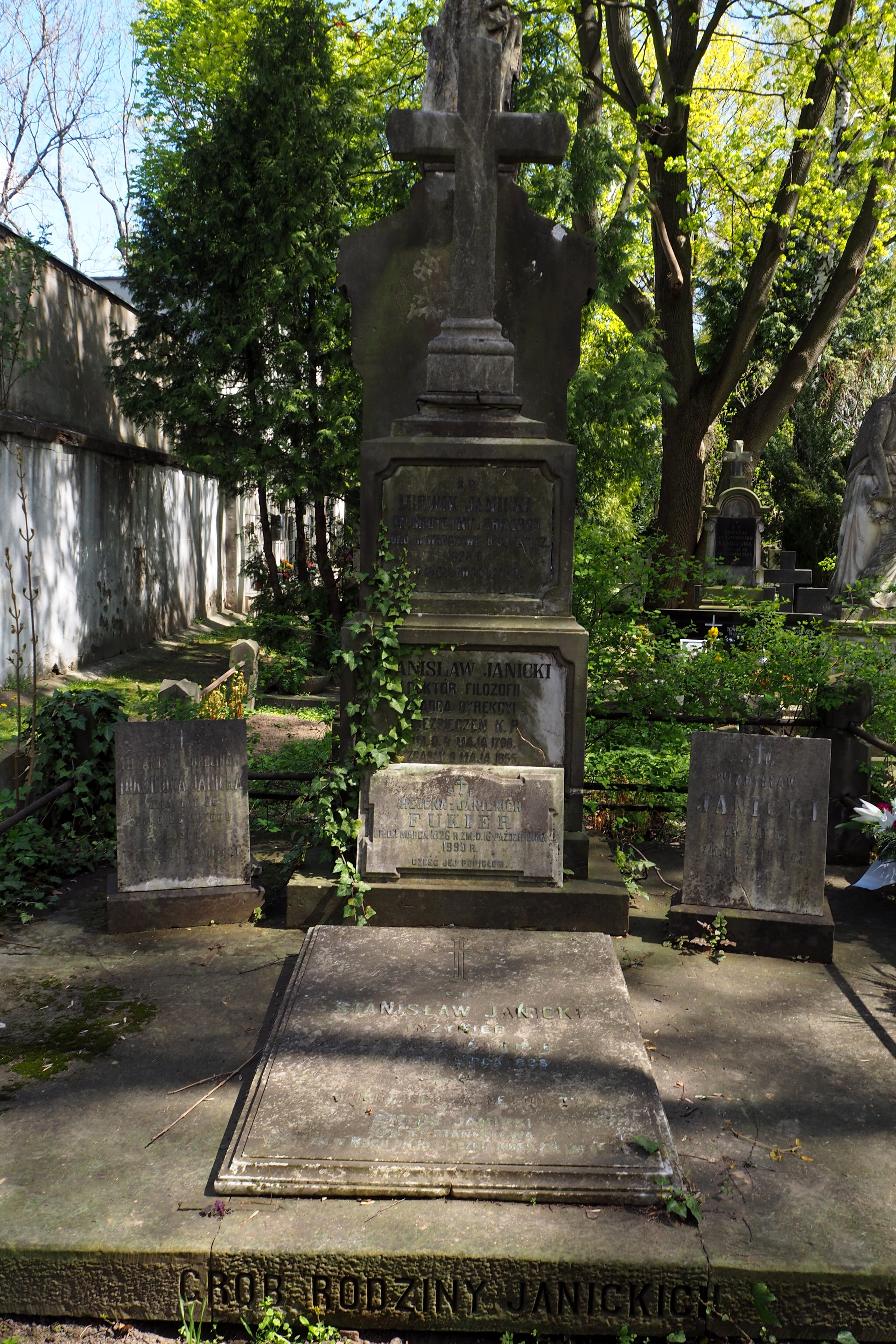
Grób matematyka Stanisława Janickiego (1798–1855) i jego syna inż. Stanisława Janickiego (1836–1888) na Cmentarzu ewangelicko-reformowanym w Warszawie

Pochodził ze szlacheckiego rodu Janickich herbu Rola. Był ojcem inżyniera oraz wynalazcy Stanisława Janickiego. W 1824 roku uzyskał doktorat na Uniwersytecie Warszawskim za pracę z dziedziny techniki; O machinach parnych – pierwszej naukowej polskiej pracy o maszynach parowych. W 1825 roku Rada Politechniczna pod kierownictwem Stanisława Staszica podjęła kroki w celu utworzenia w Warszawie Instytutu Politechnicznego. W celu wykształcenia kadry planowanej uczelni wydelegowała ona na specjalistyczne studia zagraniczne grupę młodych absolwentów uniwersytetu typowanych na nowych wykładowców uczelni. Jednym z nich był m.in. Stanisław Janicki. Był prezesem kolegium kościelnego warszawskiej parafii ewangelicko-reformowanej.
Zmarł w Warszawie w 1855 i pochowany został na cmentarzu ewangelicko-reformowanym (kwatera C-1-7).

## Rodzina
Był synem Ludwika i Tekli z Ulidowskich. Poślubił Helenę z Malczów, siostrę Konstantego Bogumiła (1799-1839) oraz Jana Fryderyka Wilhelma (1795-1852) Malczów. Pod wpływem żony, przeszedł na kalwinizm i w tym wyznaniu były wychowane jego dzieci. Był ojcem czworga dzieci, w tym:
- 1.  Stanisława Janickiego (1836-1888).
- 2. Władysława Ludwika Janickiego (1825-1875), ojca Stanisława Janickiego (1872-1939)
- 3. Heleny, żony Teofila Floriana Fukiera (1816-1891), babci m.in. Henryka Marii Fukiera (1886-1959.)

## Dzieła
- O machinach parnych (1823)[1]